# Vuolimuš Gukčejávri
Vuolimuš Gukčejávri eller Alimmainen Kuktsejärvi är en sjö i Finland. Den ligger i kommunen Utsjoki i landskapet Lappland, i den norra delen av landet, 1 100 km norr om huvudstaden Helsingfors. Alimmainen Kuktsejärvi ligger 232,4 meter över havet. Arean är 83,6 hektar och strandlinjen är 5,59 kilometer lång. Sjön  ingår i Tana älvs huvudavrinningsområde.   Omgivningarna runt Alimmainen Kuktsejärvi är i huvudsak ett öppet busklandskap.